# Жарни
Жарни́ (фр. Jarny) — коммуна во французском департаменте Мёрт и Мозель, региона Лотарингия. Относится к кантону Конфлан-ан-Жарнизи. Самый большой город кантона. Возник как промышленный центр при железнорудных приисках вместе с соседними городами Друатомон (ныне район Жарни) и Жиромон.

## География
Жарни расположен в 23 км к западу от Меца и в 60 км к северо-западу от Нанси. Пригороды: Лабри на северо-востоке и Конфлан-ан-Жарнизи на северо-западе. Соседние коммуны: Жиромон на северо-востоке, Донкур-ле-Конфлан и Брювиль на юго-востоке, Фриовиль на юго-западе, Бонкур на северо-западе.

## Демография
Население коммуны на 2010 год составляло 8519 человек.
| 1962 | 1968 | 1975 | 1982 | 1990 | 1999 | 2010 |
| ---- | ---- | ---- | ---- | ---- | ---- | ---- |
| 9248 | 9236 | 9287 | 8849 | 8401 | 8373 | 8519 |